# Швыряев, Пётр Иванович
Пётр Иванович Швыряев (5 октября 1925 — 1 марта 1970) — командир орудия 55-го отдельного гвардейского истребительно-противотанкового дивизиона (47-я гвардейская стрелковая дивизия, 8-я гвардейская армия, 1-й Белорусский фронт), гвардии старший сержант — на момент представления к награждению орденом Славы 1-й степени.

## Биография
Родился 5 октября 1925 года в посёлке Тарасовка Тарасовского района Ростовской области.
В Красной Армии с января 1943 года. На фронте в Великую Отечественную войну с мая 1943 года. Участвовал в оборонительных боях на реке Северский Донец, освобождении Донбасса, форсировании Днепра, в боях на криворожском направлении, освобождении юга Украины в ходе Никопольско-Криворожской, Березнеговато-Снигирёвской и Одесской операций.
19 июля 1944 года в боях по освобождению города Любомль Волынская область уничтожил три вражеские пулемётные точки, два блиндажа, автомашину и свыше десяти противников. 12 августа 1944 года за мужество, проявленное в боях с врагом, гвардии красноармеец Швыряев награждён орденом Славы 3-й степени.
В середине августа 1944 года он подбил два танка, истребил и рассеял до взвода живой силы врага. Приказом по 8-й гвардейской армии от 26 сентября 1944 года гвардии красноармеец Швыряев награждён орденом Славы 2-й степени.
2 февраля 1945 года по тонкому льду под обстрелом противника переправил орудие на левый берег реки Одер и подбил два танка, бронетранспортёр, вывел из строя несколько пулемётов, пушку, свыше 15 вражеских солдат и офицеров. 8-11 марта 1945 года участвовал в отражении контратак западнее города Киц.
Указом Президиума Верховного Совета СССР от 31 мая 1945 года за мужество, отвагу и героизм гвардии старший сержант Швыряев Пётр Иванович награждён орденом Славы 1-й степени.
В 1946 году был демобилизован.

Памятная доска

Жил и работал в городе Каменск-Шахтинский Ростовской области.
Умер 1 марта 1970 года.

## Память
- На доме в Каменске-Шахтинском, где жил П. И. Швыряев, установлена памятная доска.